# Státní překlad Bible

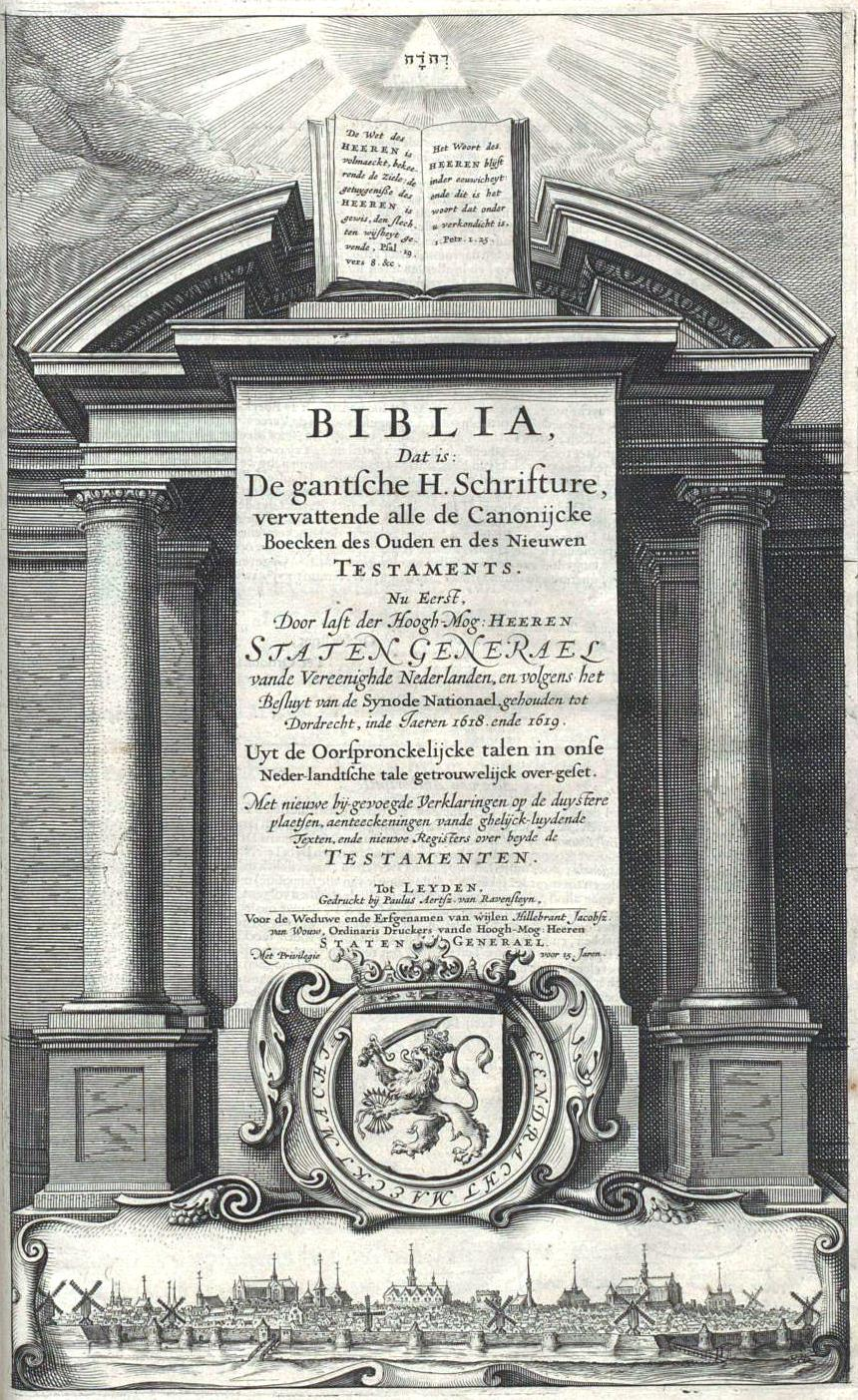
Titulní strana prvního výtisku Státního překladu Bible z roku 1637 (ze sbírky Nizozemské biblické společnosti (NBG)

Státní překlad Bible je první oficiální nizozemský překlad Bible přímo z původních hebrejských, aramejských a řeckých textů. Pověření k překladu bylo vydáno v roce 1618 na Dordrechtské synodě; náklady měly uhradit Generální stavy.
Do té doby se používaly nejrůznější překlady, mezi nimi i Lutherův překlad do hornoněmčiny. Ten byl ovšem považován za luteránský výklad. Nizozemská vydání vycházela už i předtím, například Delftská bible (1477), Liesveldtova bible (1526), Biestkensova bible (1560) a Bible Deux-aes (1562), jednalo se však o pouhé překlady již dříve přeložených a mnohdy neúplných textů.
Lovaňská bible (1548) byla dlouho jediná, kterou římskokatolická církev schválila jako katolickou. Synoda proto považovala za nezbytné, aby vyšel kvalitní vlastní (kalvinistický) překlad podle vzoru anglické autorizované verze Bible krále Jakuba (1611), který by se nejvíce přiblížil původním textům v biblických jazycích. Starý zákon byl napsán v hebrejštině a aramejštině, Nový zákon a starozákonní apokryfy v řečtině.
Generální stavy schválily žádost Synody až v roce 1626, teprve poté mohli překladatelé zahájit činnost. Překladatelské práce probíhaly v Leidenu. Státní překlad byl hotov v roce 1635 a Generální stavy jej autorizovaly v roce 1637. Město Leiden zaplatilo za právo tisknout Bibli částku 2500 guldenů. V letech 1637 až 1657 se vytisklo půl milionu exemplářů. Státní překlad se v některých protestantských církvích stále považuje za autoritativní text.
Státní překlad Bible má nedocenitelný význam nejen v náboženské oblasti, ale také na poli jazykovědy a politiky. Jazyk Státního překladu tvoří základ standardní nizozemštiny, která se vyvinula v 17. století a byla důležitým nástrojem ke kulturnímu sjednocování Nizozemska.
Nový zákon Státního překladu (stejně jako například Nový zákon Bible krále Jakuba) je překladem rukopisu Textus receptus. Tento řecký text publikoval Erasmus Rotterdamský na základě několika rukopisů byzantské textové tradice. Starý zákon je překladem věrohodného Masoretského textu. Od konce devatenáctého století ovšem vychází většina překladů Bible z kritických vydání Nového zákona, jako např. edice Nestle-Aland, jejímž základem se staly tehdy objevené rukopisy Starého a Nového zákona.
Státní překlad Bible používá při bohoslužbách stále mnoho desítek nizozemských farností (především ortodoxně kalvinistických).

## Historie
Dordrechtská synoda jednala o realizaci nového překladu Bible na sedmi zasedáních od 19. do 27. listopadu 1618. Na nich se řešily tři důležité otázky:
- První otázka se týkala nutnosti nového překladu Bible. Odpovědi byly kladné.
- Jako druhá se řešila otázka, jak pořídit co nejvěrnější překlad. Jednalo se také o nejkratším možném termínu dokončení. Synoda vydala k překladatelským pracím konkrétní směrnice.
- Na závěr se jednalo o tom, kdo by měl překlad provést a jak. Synoda vybrala překladatele a také oznámila, že překlad bude muset projít korekturami.

### Směrnice pro překladatelské práce
Synoda se také obšírně zabývala pravidly jak Bibli překládat. Na osmém zasedání 20. listopadu 1618 byla ustanovena konkrétní pravidla pro překladatelské práce. Překladatelé se museli držet čtyř následujících bodů:
- I. Aby se vždy důsledně drželi původního textu a v rámci možností nizozemského jazyka co možná nejvíce zachovali způsob vyjadřování v původních jazycích. Pokud by se však někde vyskytnul hebrejský či řecký obrat, který by byl natolik obtížný, že by jej nebylo možné v textu zachovat, aby jej svědomitě zaznamenali na okraj.
- II. Aby k textu ve snaze dodržet jeho význam, pakliže není zcela vyjádřen, dodávali co nejméně slov a tato slova pak v textu zaznamenali nějakým jiným písmem a dali je do závorek, aby je bylo možné v textu rozlišit.
- III. Aby každou knihu a každou kapitolu opatřili krátkým a jasným obsahem a pokaždé jej zaznamenali na okraj příslušných pasáží Písma svatého.
- IV. Aby dodali několik krátkých vysvětlivek, které objasní překlad obtížných pasáží, nicméně přidávat vlastní výklad není ani žádoucí ani vhodné.

(Acta, Dordrechtská synoda, osmé zasedání, dne 20. listopadu 1618)

### Apokryfní spisy
Před reformací patřily k Bibli všech křesťanů i spisy, které Hieronymus van Stridon označil jako deuterokanonické. Reformátoři se však dohodli, že Starý zákon bude zahrnovat pouze hebrejskou bibli Tanach. Mimo ni existuje ještě přibližně deset spisů, které se zachovaly prostřednictvím řeckého překladu Starého zákona Septuaginty a latinské Vulgáty. Část jich byla původně napsána v hebrejštině a část v řečtině, k dispozici však máme až na několik výjimek jen části řecké. Synoda rozhodla, že tyto knihy nakonec budou do Státního překladu zařazeny, nicméně na jejich konci bude stát „upozornění pro čtenáře.“ Protestantské církve je postupně přestávaly používat. Jiné církve je však nadále uctívají. Pořadí knih a dělení Septuaginty bylo zachováno, a tak například kniha Rút stojí mezi knihou Soudců a 1. knihou Samuelovou, kniha Pláč po knize Jeremjáš a kniha Daniel po knize Ezechiel.

### Překlad Božího jména
V hebrejské Bibli se Boží jméno označuje čtyřmi písmeny יהוה, latinkou JHVH. Židé toto jméno od konce 3. století př. n. l. přestali vyslovovat; a od té doby není jisté, jak by se toto jméno mělo správně vyslovovat. Na dvanáctém zasedání Synoda rozhodla, že ve Starém zákonu se bude Boží jméno překládat jako HEERE (Hospodin). Na okraji stránky se v knize Genesis 2:4 uvádí:
„Boží jméno IEHOVAH bylo poprvé zmíněno až stvoření světa a znamená nezávislý/svrchovaný a od věků do věků označuje původ či příčinu existence všech věcí, to jest proč tento název náleží pouze Bohu. Měj to stále na paměti kdykoliv od nynějška uvidíš slovo HEERE (Hospodin) velkými písmeny napsáno (z hebrejštiny pocházející slovo IEHOVA, často zkrácené na IAH)."
Dále vyvstal problém, jak by měl být Bůh oslovován: osobním zájmeny gij nebo du? Tvar zájmena v druhé osobě jednotného čísla se liší region od regionu a v některých dialektech označuje gij množné číslo. To není v souladu s monoteistickým pojetím, že existuje pouze jeden Bůh.
Po tom, co bylo doporučeno, že pro druhou osobu množného čísla se má používat zájmeno gij lieden, byla těsná většina pro to, aby byl Bůh oslovován zájmenem gij. To mělo pro nizozemštinu dalekosáhlé následky: zájmeno du zmizelo, gij se časem změnilo v jij a z gij lieden (gijlieden) se stalo jullie.

### Překladatelé
Synoda jmenovala překladatele na 13. zasedání 26. listopadu 1618. Na překladu Starého zákona měli pracovat Johannes Bogerman, Willem Baudartius a Gerson Bucerus. Překladatelé ovšem museli dělat poznámky na okraj a v nich vysvětlovat, proč se rozhodli pro danou variantu. Pro překlad Nového zákona a apokryfních spisů byli zvoleni Jakobus Rolandus, Herman Faukelius a Petrus Cornelisz. Herman Faukelius a Petrus Cornelisch zemřeli ještě než vůbec mohli na překladu začít. Jejich práci tedy převzali Festus Hommius a Antonius Walaeus. Také byli jmenováni inspektoři, kteří měli za úkol zhotovený překlad kontrolovat.

### Význam pro jazyk
V roce 1637 byla Státní bible dokončena. Výdaje na překlad Bible uhradily Generální stavy, odtud název Státní překlad. Státní bible měla jedinečný vliv na standardizaci nizozemského jazyka, především výběrem slov (mnoha původně německých), používáním různých nových výrazů a rčení a typickým používáním určitých pádů, zejména genitivu. Do překladu byly zahrnuty také gramatické prvky z různých regionálních jazykových variant, např. dolnosasštiny. Státní překlad se navíc zasloužil o jednotný pravopis slov, čímž se z dolnoněmčiny (střední nizozemštiny) postupně stával jednotný jazyk. Státní překlad v mnoha ohledech znamenal počátek nové nizozemštiny, i když se zpočátku zdálo, že vliv na standardizaci nizozemského pravopisu není tak velký. Překladatelé se drželi původních textů, a proto Státní překlad obsahuje mnoho nenizozemsky znějících vět. Na druhou stranu celá řada obratů zdomácněla natolik, že bychom jejich původ v knize knih ani nehledali.

### Pobyt v Leidenu
Jmenovaní překladatelé se sešli se zástupci Synody v Haagu až 22. května 1625. V tu dobu už byli dva ze šesti překladatelů po smrti. Ke zbylým čtyřem (z Leeuwardenu, Zutphenu, Veere a Amsterdamu) byli povoláni Antonius Walaeus (z Waele), mistr theologie v Leidenu, a Festus Hommius (Homminga), predikant a regent Staten-College, internátní školy pro vzdělávání protestantských predikantů, v Leidenu. Zasedání v Haagu se usneslo, že není možné překládat a současně vykonávat běžné práce. Generální stavy proto 18. července 1625 rozhodly, že překladatelé budou bydlet v Leidenu, kde jim bude uhrazeno ubytování (s výjimkou dvou, kteří v Leidenu již bydleli), včetně dalších nákladů, a to po dobu, po kterou budou od příslušných orgánů požadovat uvolnění z práce a proplacení mzdy.
Překladatelé Starého zákona se poprvé sešli v domě Johannese Bogermana na Pieterskerkhof dne 13. listopadu 1626. Překladatelé Nového zákona se scházeli v domě Jacoba Rolanda. Hotové části překladu se tiskly u Jana Claesz. van Dorpa, takže je inspektoři mohli kontrolovat. Překlad Starého zákona byl dokončen v roce 1632. Dne 9. července se v Leidenu sešlo osm inspektorů se dvěma překladateli, aby prodiskutovali obtížné pasáže. To nakonec trvalo 14 měsíců. Stejný scénář se odehrával od 16. listopadu 1634 také ve Walaeově domě na Rapenburg v Leidenu, kde se diskutovalo nad Novým zákonem. Zrevidované texty pak bylo třeba vytisknout.

### První leidenský tiskař
Dne 8. prosince 1634 uzavřelo město Leiden smlouvu s Machteld Aelbrechtsdr., vdovou po Hillebrandu Jacobsz. van Wouwovi, na tisk, vydání a prodej Bible za předpokladu, že překladatelé převedou svá práva na město. Překladatelé Starého zákona tak učinili 10. února 1635. Machteld Aelbrechtsdr. a pozůstalí po Hillebrandovi Jacobsz. van Wouwovi už vlastnili patnáctileté právo na tisk, které jim udělily Generální stavy. Dne 12. února 1635 pak s nimi město Leiden uzavřelo rozšířenou smlouvu na tisk. V roce 1636 byly uzavřeny podobné smlouvy na Nový zákon. Město zaplatilo překladatelům 2500 guldenů. Tisk Bible brzdil nedostatek a vysoká cena papíru a také skutečnost, že mistr tiskař z Amsterdamu přivezl tiskařské vybavení až po tuhé zimě. Tisklo se v domě D’Oliphant na Hooglandse Kerkgracht. Dne 17. září 1637 byl vyhotoven exemplář ve velkém formátu, se zlatými rytinami a vazbou z fialového sametu. Tento výtisk nabídli Waleaus Hommius a Andreas Rivet Generálním stavům.

### Zkoumání originálních rukopisů v Leidenu
Několik let po dokončení překladu odeslaly Generální stavy výtisk, který jim byl v roce 1637 darován, do Leidenu. Tam měl být uložen spolu s původními volnými rukopisy (tzv. autografy), o kterých inspektoři ještě diskutovali. V roce 1639 Generální stavy rozhodly, že místem jejich uložení se má stát Leidenská radnice. Od roku 1641 se tam po dobu tří let sjíždělo dvacet predikantů a dva zástupci Generálních stavů, kteří autografy společně zkoumali. Ubytováni byli v rezidenci De Burcht. Po přivítání starostou města se pak ve slavnostním průvodu vydali na radnici. Volné rukopisy do sebe částečně zapadaly, a proto inspekce v roce 1662 rozhodla, že mají být svázány. Tyto rukopisy zůstaly v Leidenu až do 30. srpna 1800, kdy Zastupitelský orgán Batávské republiky dal svolení, aby byly přeneseny do protestantské církevní společnosti. Autografy se v současnosti nacházejí ve fondu Nederlandse hervormde kerk v Archívu města Utrecht. Truhla, ve které byly uloženy, se nachází v muzeu Catharijneconvent v Utrechtu.

## Jazykové úpravy
Státní překlad prošel od svého vzniku několika různými úpravami. Jazyk a pravopis překladu byl poprvé zrevidován v roce 1762 (v tzv. Jehova-bijbel). Přesto bylo až do počátku devatenáctého století zcela běžné vydávat Státní překlad v původním pravopisu ze sedmnáctého století. První opravdu zmodernizovaný překlad (Starý a Nový zákon) vyšel až v roce 1834. Byl upraven podle tehdy používaného pravopisu Matthijse Siegenbeeka zásluhou Henrica Catse a Wessela Alberta van Hengela. Toto vydání znamenalo konec vydávání Bible v pravopisu sedmnáctého století.

### Edice Jongbloed
V roce 1888 vyšla edice, kterou zrevidovala komise teologů. Tuto verzi původně vydalo nakladatelství Proost en Brand, později, mimo jiné, i nakladatelství Jongbloed. Právě tato edice, známá jako Jongbloededitie, se stala jednou z nejužívanějších verzí Státního překladu.

### Státní překlad 1977
V roce 1977 vydala společnost Nederlands Bijbelgenootschap verzi Státního překladu, v níž byl především modernizován pravopis. Revizi provedla komise pod vedením pastora C. A. Tukkera (odtud také pojmenování Tukkervertaling). V této edici se však nejednalo o úplné přepracování, nýbrž pouze o mírné úpravy, především jazykovědného rázu, při nichž měl být rovnou modernizován i pravopis. Současně bylo také potřeba tuto edici porovnat se druhým opraveným vydáním Státního překladu (tzv. Ravesteyneditie z roku 1657) a reflektovat pravopisné změny, k nimž v průběhu let došlo. Skutečnou popularitu si tato edice nikdy nezískala.

## Revidované vydání
Revidované vydání Státního překladu, zkráceně HSV, obsahuje text původního Státního překladu z roku 1637, který byl upraven do podoby jazyka, jenž se více přibližuje současné nizozemštině; v žádném případě se tedy nejedná o nový překlad. Kompletní revizi Státního překladu zahájila v červnu 2002 organizace Stichting Herziene Statenvertaling, kterou k tomu účelu založily církve Nederlandse Hervormde Kerk a Christelijke Gereformeerde Kerken. Revize byla dokončena v průběhu roku 2010. Nizozemskému publiku byla oficiálně představena 4. prosince 2010 v Dordrechtu, vlámskému publiku pak 11. prosince 2010.

## Digitalizace Státního překladu
Kompletní digitalizace textu Státního překlada proběhla v letech 2007-2008. Na přepisu textů, včetně korektur, pracoval tým 135 dobrovolníků pod vedením Nicoline van der Sijsové. Jednalo se celkem o 2 590 583 slov, z nichž 931 309 pochází přímo z biblických textů, 1 317 155 z glos a zbytek z předmluv k různým biblickým knihám. Webové stránky digitalizovaného Státního překladu byly oficiálně uvedeny do provozu 22. května 2008 profesorem Fritsem van Oostromem.